# Episodi di Italian Restaurant
La prima e unica stagione della serie televisiva Italian Restaurant è stata trasmessa in prima visione in Italia da Rai 1 dal 6 novembre al 24 dicembre 1994.
| nº | Titolo                             | Prima TV Italia  |
| -- | ---------------------------------- | ---------------- |
| 1  | Chi trova un amico perde un tesoro | 6 novembre 1994  |
| 2  | Nuova gestione                     | 6 novembre 1994  |
| 3  | Figlio, figlio... mio?             | 13 novembre 1994 |
| 4  | Il posto dell'uomo è in cucina     | 13 novembre 1994 |
| 5  | I cinesi non muoiono mai           | 20 novembre 1994 |
| 6  | Al cuor non si comanda             | 4 dicembre 1994  |
| 7  | Messaggero d'amore                 | 10 dicembre 1994 |
| 8  | Natale con i tuoi                  | 17 dicembre 1994 |

## Chi trova un amico perde un tesoro

### Trama
Si scopre la "truffa" e vengono introdotti i vari personaggi.

## Nuova gestione

### Trama
Giulio si rimbocca le maniche e fa la sua comparsa la figlia di Connie, Angie.

## Figlio, figlio... mio?

### Trama
Il giovane di colore Bob pensa che Giulio sia suo padre.

## Il posto dell'uomo è in cucina

### Trama
L'ex marito di Connie viene a dirle che si risposa e fa amicizia con l'esuberante Giulio.

## I cinesi non muoiono mai

### Trama
Giulio aiuta il suo rivale in affari, proprietario di un ristorante cinese nel bel mezzo di Little Italy. Divertentissima è la scena in cui Proietti canta insieme a Loredana Scaramella "La Pansè" e "'O surdato 'nnammurato" con Adriano Pappalardo e Nancy Brilli.

## Al cuor non si comanda

### Trama
Un giovane omosessuale (Ettore Bassi) presenta le sue avances a Giulio. In questo episodio il ristorante di Giulio è in grave pericolo poiché al suo posto vi è destinato un importante negozio di scarpe. Ce la farà il nostro simpaticone a pagare i debiti per mantenere il suo Italian Restaurant? Molto toccante in questo episodio è la scena del lungo passeggio a New York e sul ponte di Brooklyn fatto da Giulio prima di lasciare gli Stati Uniti.

## Messaggero d'amore

### Trama
Finalmente Giulio si dichiara a Connie, ma si lasciano immediatamente dopo essersi confessati il loro amore poiché suo marito ha tentato il suicidio per solitudine e depressione.

## Natale con i tuoi

### Trama
Lieto fine all'americana in cui l'amico truffatore torna a restituire il maltolto, si riunisce tutto il gruppo storico dell'Italian Restaurant per fare compagnia a Giulio, e Connie lo sposa per permettergli di restare in America come cittadino americano.